# Ben Rappaport
Bennett Eli "Ben" Rappaport (n. 23 de marzo de 1986) es un actor estadounidense. Interpretó el papel de Todd Dempsy en la comedia de la NBC Outsourced, emitida durante la temporada de televisión de 2010–2011. El papel fue el primero de Rappaport en televisión.

## Biografía
Bennett Eli Rappaport nació en marzo de 1986 en la localidad de Spring (Texas), en los Estados Unidos. Criado en la religión judía, estudió el secundario en la Klein High School, de la localidad de Klein, Texas. Durante su infancia solía tocar la guitarra y pintar.
A los 15 años comenzó a interesarse en la actuación, estudiando posteriormente, y graduándose, en la Juilliard School de la ciudad de New York. Como estudiante en dicha escuela, recibió el premio Michel and Suria Saint-Denis, la más alta distinción del Departamento de Drama de Juilliard.
Luego de graduarse, comenzó su carrera en el teatro, participando de distintas obras tanto en el off Broadway, donde trabajó en "The Gingerbread House"; como en teatros regionales, donde sus créditos incluyen las obras "Bloody Bloody Andrew Jackson" y "Paradise Now" en el Williamstown Theatre Festival; "Twelfth Night" en The Actor Factory; y "Best of Shakespearean Romance" con la New Jersey Symphony Orchestra. También trabajó con distintas compañías teatrales como Red Bull Theater, Ars Nova, Naked Angels, The Actors Studio, y New Dramatists.
En 2010 audicionó y obtuvo su primer rol ante las cámaras, al ser seleccionado para interpretar a Todd Dempsy, el protagonista de la serie de comedia de NBC Outsourced. 

## Filmografía
| Film                      | Film                                                 | Film         | Film                                 |
| Año                       | Título                                               | Rol          | Notas                                |
| ------------------------- | ---------------------------------------------------- | ------------ | ------------------------------------ |
| 2012                      | Hope Springs                                         | Hank         |                                      |
| Películas para televisión |                                                      |              |                                      |
| Año                       | Título                                               | Rol          | Notas                                |
| 2011                      | Untitled Peter Knight Comedy Project (preproducción) | Danny        | Main character Película CBS Original |
| Televisión                |                                                      |              |                                      |
| Año                       | Título                                               | Rol          | Notas                                |
| 2010–2011                 | Outsourced                                           | Todd Dempsy  |                                      |
| 2010                      | Late Night with Jimmy Fallon                         | Él mismo     | "Episodio #1.314"                    |
| 2010                      | The Tonight Show with Jay Leno                       | Él mismo     | "Episodio #19.14"                    |
| 2011                      | The 37th Annual People's Choice Awards               | Él mismo     |                                      |
| 2012                      | Elementary                                           | Dr. Cahill   | Episodio: "Lesser Evils"             |
| 2013–presente             | The Good Wife                                        | Carey Zepps  | Recurring role                       |
| 2015–presente             | Mr. Robot                                            | Ollie Parker |                                      |